# Kiel Auditorium
Das Kiel Auditorium war eine Mehrzweckhalle in der US-amerikanischen Stadt St. Louis im Bundesstaat Missouri. Die Halle wurde 1991 geschlossen, im Jahr darauf abgerissen und bot zuvor 9300 Plätze. Sie machte Platz für das 1994 eingeweihte Kiel Center (heute: Enterprise Center) mit über 22.000 Plätzen.

## Geschichte
Der Bau mit dem anfänglichen Namen Municipal Auditorium ersetzte 1934 das 1908 fertiggestellte St. Louis Coliseum als Hauptveranstaltungsstätte der Stadt. Der Entwurf des Gebäudes mit einer Kalksteinfassade stammte von den Architekten Louis LaBeaume und Eugene S. Klein. Die Baukosten lagen bei sechs Mio. US-Dollar (heute: 140.585.697 US-Dollar). Vor der Veranstaltungshalle lag das 2011 renovierte Kiel Opera House (heute: Stifel Theatre) in direkter Nachbarschaft. Bis zum 26. März 1943 trugen beide Gebäude den Namen Municipal Auditorium, bevor die Umbenennung in Kiel Auditorium und Kiel Opera House, zu Ehren von Henry Kiel, 32. Bürgermeister von St. Louis zwischen 1913 und 1925, erfolgte.
Der Bau war von 1955 bis 1968 die Spielstätte der St. Louis Hawks (National Basketball Association, NBA), bis sie nach dem Umzug nach Atlanta in das Alexander Memorial Coliseum zu den Atlanta Hawks wurden. Des Weiteren nutzte die NCAA-College-Basketball-Mannschaft der Saint Louis University Billikens, mit Unterbrechungen, von 1945 bis 1991 das Auditorium. Kurzzeitig war die Frauen-Basketballmannschaft der St. Louis Streak aus Women’s Professional Basketball League (WPBL) von 1979 bis 1981 in der Arena beheimatet. Drei Mal war die Sportarena Austragungsort des NBA All-Star Game in den Jahren 1958, 1962 und 1965. Neben den Basketballspielen war das Kiel Auditorium u. a. Schauplatz von Konzerten, Profi-Box- und Wrestlingkämpfen (z. B. drei Kämpfe um die NWA World Heavyweight Championship), Familienshows, Musicals, Roller Derby, Tagungen und Ausstellungen. Elvis Presley trat zum ersten Mal am 1. Januar 1956 im Auditorium auf. Am 14. August 1968 hielt der Politiker Eugene McCarthy von der DFL im Präsidentschaftswahlkampf eine Rede vor 14.000 Besuchern.
Verschiedenste Künstler und Bands wie B. B. King, Queen, Aretha Franklin, Jimi Hendrix, Ella Fitzgerald, David Bowie, Chris de Burgh, Grateful Dead, KISS, Nina Simone, Bill Haley & His Comets, John Denver, Judy Garland, Creedence Clearwater Revival, Scorpions, Deep Purple, Supertramp, Led Zeppelin, Ray Charles, das Duke Ellington Orchestra, The Monkees, AC/DC, Chuck Berry, The Who, Fats Domino, Uriah Heep, Cat Stevens, die Bee Gees, Metallica, Jethro Tull, The Rolling Stones, The Temptations, Tina Turner, Aerosmith, Procol Harum, Miles Davis, Jerry Lee Lewis, Alice Cooper, Tom Petty & the Heartbreakers, Jefferson Airplane, The Ink Spots, Lynyrd Skynyrd, Johnny Cash, Survivor, Steppenwolf, The Beach Boys, Cheap Trick, die Steve Miller Band, Bo Diddley, Slade, Fleetwood Mac, ZZ Top, Black Sabbath, The Jackson Five, INXS, Saxon, Judas Priest, Buddy Johnson and His Orchestra, Yes, Ozzy Osbourne, Mr. Mister, Grand Funk Railroad, Thin Lizzy, Iron Butterfly, Queensrÿche, das Electric Light Orchestra, Bon Jovi, Poison, Crosby, Stills and Nash, Blue Öyster Cult, die Climax Blues Band u. v. m. traten im Kiel Auditorium auf.